# 아니타잎귀쥐
아니타잎귀쥐(Phyllotis anitae)는 비단털쥐과에 속하는 설치류이다. 아르헨티나 북서부 투쿠만주의 안데스산맥 동부 경사면의 안데스 남부 융가스 생태지역 상부 오리나무 숲에서 발견된다. 지상성 동물이며 야행성 동물이다. 학명과 일반명은 미국 동물학자 아니타 피어슨(Anita K. Pearson, 동물학자 올리버 피어슨(Oliver P. Pearson, 1915-2003)의 부인)의 이름을 따서 붙여졌다. 가장 가까운 근연종은 번치그라스잎귀쥐(P. osilae)이다.